# Pencelo
Pencelo é uma povoação portuguesa sede da Freguesia de Pencelo do Município de Guimarães, freguesia com 2,40 km² de área e 1 220 habitantes (censo de 2021), tendo, por isso, uma densidade populacional de 508,3 hab./km².

## Demografia
A população registada nos censos foi:
| Ano  | 0-14 Anos | 15-24 Anos | 25-64 Anos | > 65 Anos |
| 2001 | 277       | 255        | 768        | 144       |
| 2011 | 184       | 168        | 729        | 177       |
| 2021 | 125       | 146        | 660        | 289       |